# Völva

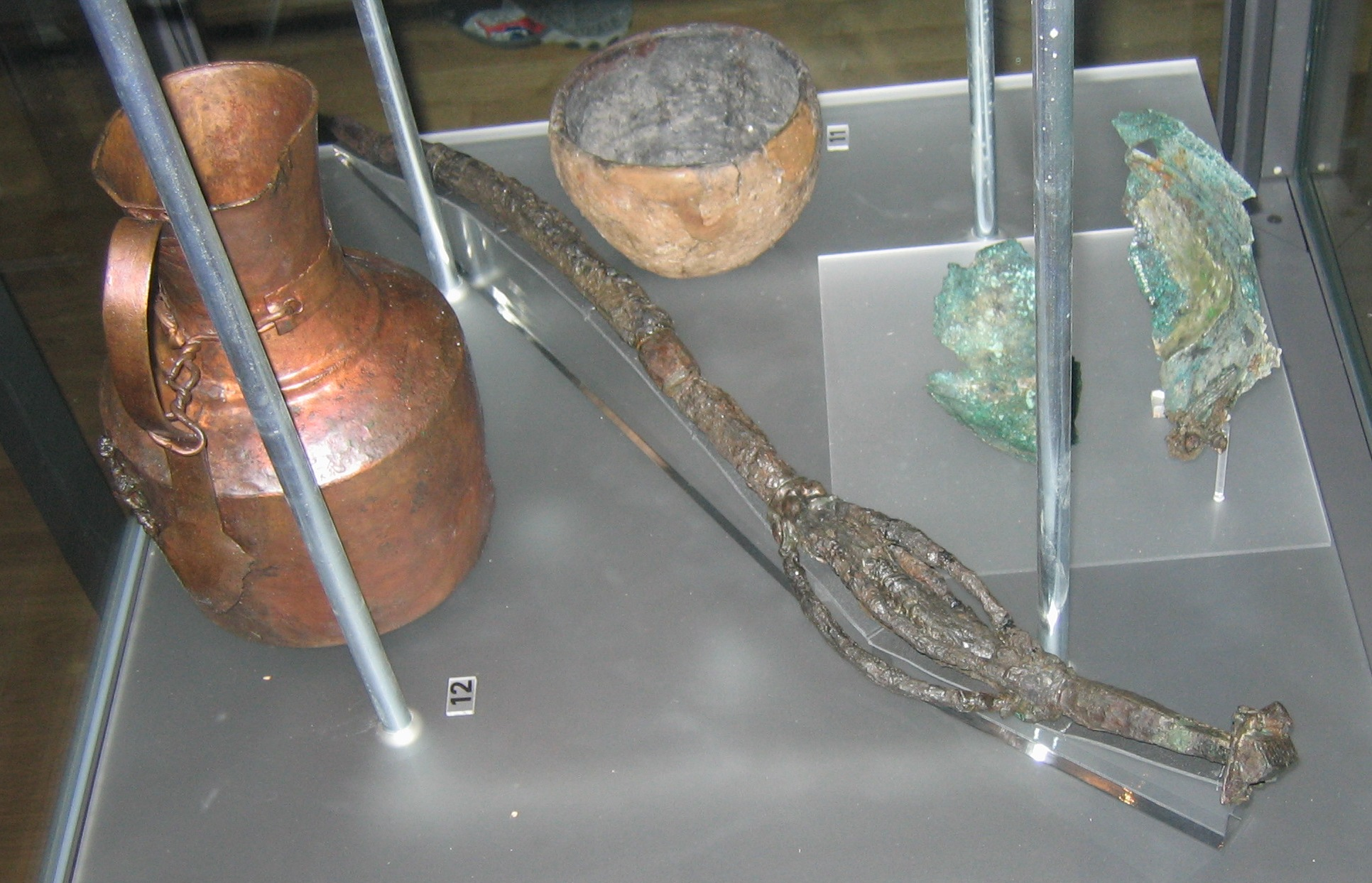
Fynd från vad som förmodas vara en Völvas grav i Köpingsvik på Öland.Här syns en 82 cm lång järntrollstav med bronsdetaljer, och en modell av ett hus i toppen. Här syns också en bägare från Persien eller Centralasien, och en västeuropeisk bronsskål. Völvan hade, klädd i björnskinn, begravts i en båtgrav med både människo- och djuroffer. Fynden visas på Historiska museet i Stockholm.

En völva eller vala (fornisländska: vǫlva, av vǫlr, stav, trollstav) är i nordisk mytologi en spåkvinna (shaman), som i trans uppnår kontakt med andevärlden. Staven som hon uppkallats efter kan vara en symbol för övernaturlig makt. Staven kan användas som redskap för låta den från kroppen frigjorda frisjälen rida. Jämför häxornas trollspö och marskalkstaven. Völvestavar har hittats i närmare 40 gravar i och nära Skandinavien.
Flera völvor omtalas i den fornnordiska litteraturen. Mest bekant är den sierska som uppträder i Valans spådom (fornisländska: Vǫluspá), den inledande sången i den Poetiska Eddan. Den beskriver världens skapelse och undergång i nordisk mytologi. Ett annat exempel är beskrivningen i Erik Rödes saga kapitel 4 av hur völvan Torbjorg på Grönland gick till väga vid sitt siande. 

## Etymologi
Ordet völva är en avledning av det fornnordiska ordet vǫlr, som är en rund stav. Man kan därför tolka ordet som "stavbärerska". Under förkristen tid var valan en högt aktad kvinna och de gravar som brukar identifieras som völvors har ofta rika gravfynd. Hon vandrade omkring i landet och välkomnades till folkets gårdar bland annat för att besvara framtidsfrågor angående kommande skördar etc. Detta gjorde hon under så kallad sejd, det vill säga att hon kontaktade andevärlden genom att försätta sig i trans. Förmodade völvagravar har innehållit frön till hampa och bolmört. En möjlig vövlagrav från 900-talet hittades i Birka i slutet av 1800-talet. I graven, kallad ”bj 660”, fanns en kvinna med ett krucifix med en bild av Jesus (det så kallade ”Birkakrucifixet”) som anses vara det äldsta Kristusframställningen hittad i Norden. En järnstav var lagd tvärs över hennes kropp och detta har tolkats som att hon kanske var en kristen völva.
Den kvinna som Ahmad ibn Fadlan beskriver som "Dödens ängel" i sitt möte med ruserna kan ha varit en völva. Hon ska ha styrt ceremonierna omkring begravningen av en hövding vilket inkluderar ett människooffer av en ung slavinna som tillhörde hövdingen och enligt deras tro skulle medfölja hövdingen i livet efter döden. Ibn Fadlan beskriver hur kvinnan skall ha assisterats av sina döttrar, vilket antyder att völvayrket liksom många andra yrken under medeltiden gick i arv. 
Det isländska ordet tölva, som betyder dator, är en sammandragning av tal och völva.